# 벅 변환기
벅 변환기는 강압 직류-직류 변환기이다. 얼개는 승압 부스트 변환기와 비슷하고, 부스트 변환기와 같이 모드 스위칭 전력 공급장치로 두 개의 스위치(트랜지스터, 다이오드 각각 한 개씩)와 인덕터, 커패시터를 하나씩 사용한다.
DC 전원의 전압을 낮추는 가장 간단한 방법은 선형 조정기 (예를 들어 7805)를 사용하는 것이지만, 선형조정기는 여분의 전력을 열로 분산시키기 때문에 에너지 낭비가 심하다. 한편 벅 변환기는 훨씬 효율적일 수 있으므로 (IC의 경우 95% 이상), 전형적인 랩탑용 전지 전압인 12–24 V를 CPU에서 필요로 하는 수 볼트의 전압으로 낮추는 데 적합하다.

## 작동 이론

그림 1: 벅 변환기 회로도.

그림 2: 벅 변환기의 두 작동 상태: 스위치가 닫힌 온 상태, 스위치가 열린 오프 상태.

그림 3: 벅 변환기의 구성요소, 전압, 전류 이름 표기법.

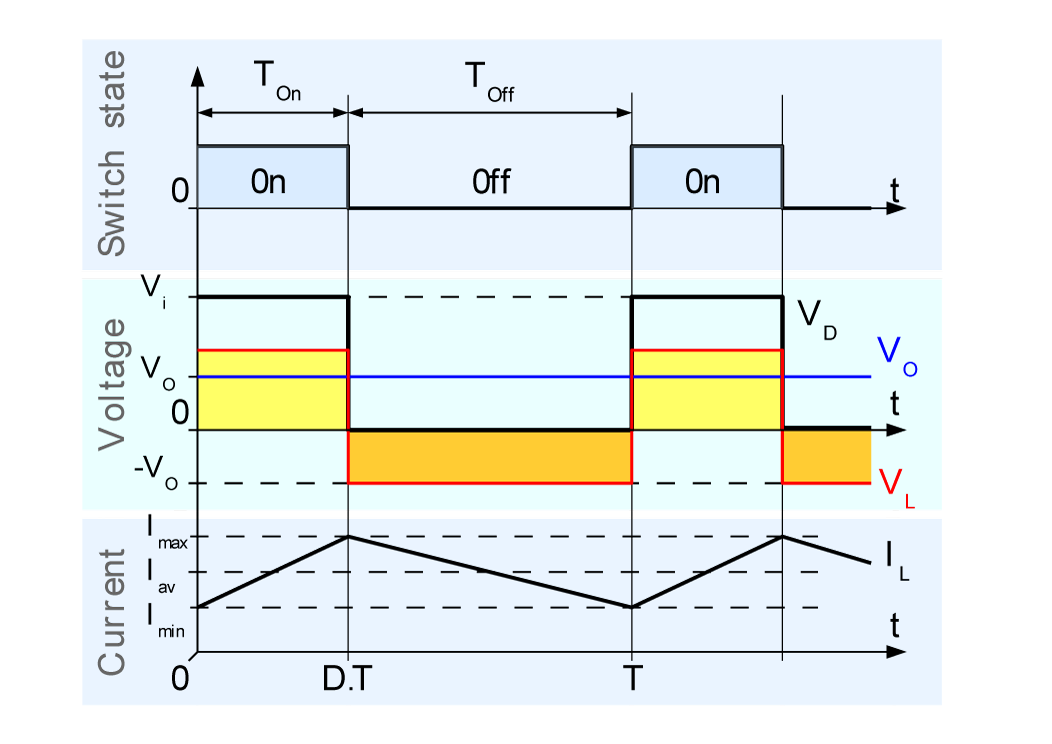
그림 4: 연속 모드에서 작동하고 있는 이상적인 벅 변환기에서 시간에 따른 전압과 전류의 변화.

벅 변환기의 작동은 상당히 간단하다. 한 개의 인덕터와 인덕터를 제어하는 두 개의 스위치 (보통 트랜지스터와 다이오드 각 한 개씩)를 사용한다. 인덕터와 전압 소스 사이를 연결하여 인덕터에 에너지를 저장하는 단계와 인덕터를 부하로 방전하는 단계 사이를 왕복한다.

### 연속 모드
벅 변환기가 연속 모드로 작동한다는 것은 인덕터 전류 (IL) 가 왕복 사이클 동안 0으로 떨어지지 않는다는 것이다. 이 모드에서의 작동 원리가 그림 4에 묘사되어 있다:
- 스위치가 닫히면 (온 상태, 그림 2의 위), 인덕터 전압은 {\displaystyle V_{L}=V_{i}-V_{o}}이 된다. 인덕터 전류는 선형적으로 상승한다. 다이오드는 전압 소스 V에 의해 역방향 전압이 걸리므로 전류가 통과하지 않는다;
- 스위치가 열리면 (오프 상태, 그림 2의 아래), 다이오드에 순방향 전압이 걸린다. 인덕터 전압은 (다이오드 전압 강하를 무시하면) {\displaystyle V_{L}=-V_{o}}가 된다. 전류 IL 은 감소한다.

인덕터 L에 저장된 에너지는
{\displaystyle E={\frac {1}{2}}L\times I_{L}^{2}}
따라서 L에 저장된 에너지가 온 상태 동안 (IL 이 증가함에 따라) 증가하였다가 오프 상태 동안 감소하는 것을 알 수 있다. L은 에너지를 변환기의 입력으로부터 출력으로 전달하기 위해 사용된다.
IL의 변화율은 아래와 같이 계산될 수 있다:
{\displaystyle V_{L}=L{\frac {dI_{L}}{dt}}}
VL 은 온 상태 동안은 {\displaystyle V_{i}-V_{o}} 와, 오프 상태 동안은 {\displaystyle -V_{o}} 와 같다. 따라서 온 상태 동안 전류의 증가는 다음과 같이 주어진다:
{\displaystyle \Delta I_{L_{on}}=\int _{0}^{t_{on}}{\frac {V_{L}}{L}}\,dt={\frac {\left(V_{i}-V_{o}\right)}{L}}t_{on}}
마찬가지로, 오프 상태 동안 전류의 감소는 다음과 같다:
{\displaystyle \Delta I_{L_{off}}=\int _{0}^{t_{off}}{\frac {V_{L}}{L}}\,dt=-{\frac {V_{o}}{L}}t_{off}}
변환기가 정상 상태에서 작동한다고 가정하면, 왕복 사이클 T가 끝날 때 각 구성요소에 저장된 에너지는 사이클 시작할 때의 그것과 같다. 이는 t=0 와 t=T 순간에서의 전류 IL 가 같다는 것을 뜻한다 (그림 4 참조).
따라서 우리는 다음과 같은 수식을 적을 수 있다:
{\displaystyle {\frac {\left(V_{i}-V_{o}\right)}{L}}t_{on}-{\frac {V_{o}}{L}}t_{off}=0}
위 적분은 그림으로도 할 수 있다: 그림 4에서 {\displaystyle \Delta I_{L_{on}}}는 노란색 면적에 비례하고, {\displaystyle \Delta I_{L_{off}}}는 주황색의 면적에 비례한다. 이 면적은 (빨간색) 인덕터 전압 곡선에 의해 정의되기 때문이다. 이 면적이 단순한 직사각형이므로, 면적 계산은 간단하다: 노란색은 {\displaystyle \left(V_{i}-V_{o}\right)t_{on}} 이고 주황색은 {\displaystyle -V_{o}t_{off}}이다. 정상 상태 작동이라면 이 두 면적은 서로 같아야 한다.
그림 4에서 알 수 있듯이, {\displaystyle \scriptstyle t_{on}\,=\,DT} 이고 {\displaystyle \scriptstyle t_{off}\,=\,(1-D)T}이다. D는 듀티율 이라고 부르는 스칼라로 0과 1 사이의 값을 가진다. 여기에서:
{\displaystyle {\begin{aligned}&(V_{i}-V_{o})DT-V_{o}(1-D)T=0\\\Rightarrow \;&V_{o}-DV_{i}=0\\\Rightarrow \;&D={\frac {V_{o}}{V_{i}}}\end{aligned}}}
이 식으로부터, 변환기의 출력 전압은 듀티율에 따라 주어진 입력 전압에 관하여 선형적으로 변한다는 것을 알 수 있다. 듀티율 D가 tOn 과 주기 T 사이의 비 이므로 1 보다 큰 값은 가질 수 없다. 따라서 {\displaystyle V_{o}\leq V_{i}}이다. 이것이 이 변환기를 감압 변환기라고 부르는 까닭이다.
따라서 예를 들어 12 V를 3 V로 감압하려면 (출력 전압이 입력 전압의 1/4) 이론적으로 이상적인 회로라면 듀티율 25%가 요구된다.

### 불연속 모드

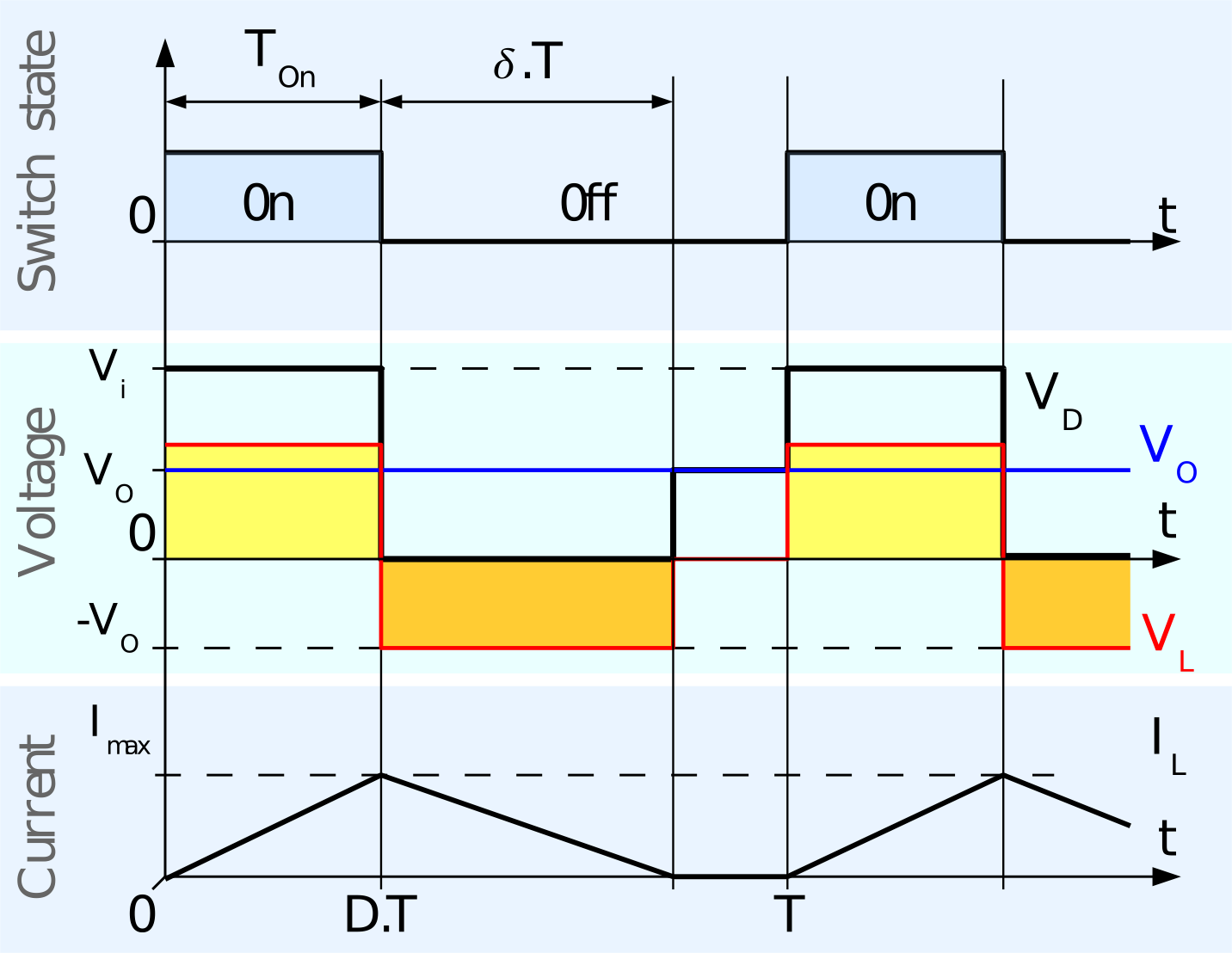
그림 5: 불연속 모드에서 동작하고 있는 이상적인 벅 변환기의 시간에 따른 전압과 전류 변화 그래프

어떤 경우에는 로드가 필요로 하는 에너지가 매우 작다. 이러면 인덕터로 흘러들어 가는 전류는 주기의 일부분에서 0으로 떨어진다. 위의 연속모드에서의 설명과 다른 점은 오직 인덕터가 정류 사이클의 끝에서 완전히 방전된다는 것이다 (그림5). 그러나 이 현상은 이전 식에 영향을 준다.
매 주기에서 0 아래로 떨어진 인덕터 전류는 출력 커패시터를 방전시킨다. 따라서 높은 switching losses를 초래한다. 이러한 손실을 최소화하는 방법으로 pulse-frequency modulation이라는 control technique를 사용한다.

## 참고 문헌
- P. Julián, A. Oliva, P. Mandolesi, and H. Chiacchiarini, “Output discrete feedback control of a DC-DC Buck converter,” in Proceedings of the IEEE International Symposium on Industrial Electronics (ISIE’97), Guimaraes, Portugal, 7-11Julio 1997, pp. 925–930.